# L'Attaque du moulin
L'Attaque du moulin (títol original en francès; en català, L'atac del molí) és una òpera en quatre actes, amb música d'Alfred Bruneau i llibret en francès de Louis Gallet, basat en un conte d'Émile Zola sobre la Guerra francoprussiana que es va incloure en la col·lecció Les soirées de Médan. L'Attaque du moulin es va estrenar al'Opéra-Comique de París el 23 de novembre de 1893.
L'acció té lloc a la Lorena, al juliol i agost de 1870. En paral·lel a la redacció del desastre, penúltim volum de Les Rougon-Macquart, publicada el 1877, que Zola va adaptar per al seu amic Alfred Bruneau.
A Catalunya es va estrenar el 7 de gener de 1909 al Gran Teatre del Liceu dirigida pel mateix compositor.

## Personatges
| Personatge     | Tessitura    | Repartiment de l'estrena Director: Jules Danbé |
| -------------- | ------------ | ---------------------------------------------- |
| Françoise      | soprano      | Georgette Leblanc-Maeterlinck                  |
| Geneviève      | soprano      | Jeanne Laisné                                  |
| Marceline      | mezzosoprano | Marie Delna                                    |
| Dominique      | tenor        | Edmond Vergnet                                 |
| Merlier        | baríton      | Max Bouvet                                     |
| Sentinel       | tenor        | Edmond Clément                                 |
| Capità francès | tenor        | I. Thomas                                      |
| Jove           | baríton      | Henri Artus                                    |
| Capità enemic  | baríton      | Mondaud                                        |
| Sergent        | baríton      | Ragneau                                        |
| Tambor         | baix         | Hippolyte Belhomme                             |